# إم. ستيفن هايلمان
إم. ستيفن هايلمان (بالإنجليزية: M. Stephen Heilman)‏ هو رائد أعمال ومخترع أمريكي، ولد في 25 ديسمبر 1933 في تارينتوم في الولايات المتحدة.